# Vuelta a Colombia 1999
La 49.ª edición de la Vuelta a Colombia (patrocinada como: Vuelta a Colombia "Empresas Públicas de Medellín un Símbolo de Paz") tuvo lugar entre el 13 y el 27 de junio de 1999. El caldense Carlos Contreras del equipo Kelme-Costa Blanca se coronó campeón con un tiempo de 51 h, 38 min y 19 s.

## Equipos participantes
| Equipo                                                      | Categoría  |
| ----------------------------------------------------------- | ---------- |
| Aguardiente Cristal-CHEC                                    | Aficionado |
| Aguardiente Néctar                                          | Aficionado |
| Boyacá Revista siglo XXI-Deportivas JMC                     | Aficionado |
| Chile-Selección Nacional                                    | Aficionado |
| Ciclistas de Jesucristo por la Paz                          | Aficionado |
| Cicloases-Tolima                                            | Aficionado |
| Cuba-Selección Nacional                                     | Aficionado |
| Empresas Públicas de Medellín                               | Aficionado |
| Federación Colombiana de Ciclismo                           | Aficionado |
| Kelme-Costa Blanca                                          | Aficionado |
| Lotería de Boyacá-Apuestas Chiquinquirá                     | Aficionado |
| Lotería de Santander-Aguardiente Superior Santafé Ron Añejo | Aficionado |
| Nacional 05 Orbitel                                         | Aficionado |
| Selle Italia-Bono del Ciclismo-Pinto Tours                  | Aficionado |

## Etapas
| Etapa      | Fecha       | Recorrido                                             | Distancia (km) | Ganador                 | Líder                   |
| ---------- | ----------- | ----------------------------------------------------- | -------------- | ----------------------- | ----------------------- |
| 1.ª etapa  | 13 de junio | Circuito en Manizales                                 | 120            | Javier de Jesús Zapata  | Javier de Jesús Zapata  |
| 2.ª etapa  | 14 de junio | Manizales - Pereira                                   | 102,3          | Javier Pascual Llorente | Javier Pascual Llorente |
| 3.ª etapa  | 15 de junio | Armenia - Cali                                        | 179,3          | Rúber Albeiro Marín     | Rúber Albeiro Marín     |
| 4.ª etapa  | 16 de junio | Cali - Cartago                                        | 181,7          | Freddy González         | Alexis Rojas            |
| 5.ª etapa  | 17 de junio | Cartago - La Pintada                                  | 164,6          | Raúl Montaña            | Alexis Rojas            |
| 6.ª etapa  | 18 de junio | Santa Fe de Antioquia - Boquerón del Toyo             | 68             | Héctor Iván Palacio     | Alexis Rojas            |
| 7.ª etapa  | 19 de junio | Santa Fe de Antioquia - Oriente Antioqueño - Medellín | 150            | José Jaime González     | Alexis Rojas            |
| 8.ª etapa  | 20 de junio | Medellín                                              | 30,5 (CRI)     | Dubán Ramírez           | Dubán Ramírez           |
| 9.ª etapa  | 21 de junio | Bello - Puerto Berrío                                 | 177,4          | Carlos Contreras        | Dubán Ramírez           |
| 10.ª etapa | 22 de junio | Puerto Berrío - Barrancabermeja                       | 159,8          | Jairo Pérez             | Víctor Niño             |
| 11.ª etapa | 23 de junio | Barrancabermeja - Bucaramanga                         | 124,2          | Federico Muñoz          | Carlos Contreras        |
| 12.ª etapa | 24 de junio | Bucaramanga - Barichara                               | 148,7          | Miguel Sanabria         | Carlos Contreras        |
| 13.ª etapa | 25 de junio | San Gil - Tunja                                       | 188,3          | Israel Ochoa            | Carlos Contreras        |
| 14.ª etapa | 26 de junio | Tunja - Zipaquirá                                     | 171,8          | Raúl Montaña            | Carlos Contreras        |
| 15.ª etapa | 27 de junio | Circuito en Bogotá                                    | 100,8          | Raúl Montaña            | Carlos Contreras        |

## Clasificaciones finales

### Clasificación general
Los diez primeros en la clasificación general final fueron:
| Clasificación general |                     |                               |                  |
| Ciclista              | Ciclista            | Equipo                        | Tiempo           |
| --------------------- | ------------------- | ----------------------------- | ---------------- |
| 1.º                   | Carlos Contreras    | Kelme-Costa Blanca            | 51 h 38 min 19 s |
| 2.º                   | Alexis Rojas        | Aguardiente Cristal-CHEC      | + 20 s           |
| 3.º                   | Félix Cárdenas      | Lotería de Santander          | + 44 s           |
| 4.º                   | Ricardo Mesa        | Nacional 05 Orbitel           | + 1 min 11 s     |
| 5.º                   | Israel Ochoa        | Aguardiente Néctar            | + 1 min 12 s     |
| 6.º                   | Héctor Castaño      | Nacional 05 Orbitel           | + 2 min 00 s     |
| 7.º                   | Álvaro Sierra       | Aguardiente Néctar            | + 2 min 14 s     |
| 8.º                   | Argiro Zapata       | Empresas Públicas de Medellín | + 2 min 57 s     |
| 9.º                   | Víctor Niño         | Lotería de Boyacá             | + 3 min 05 s     |
| 10.º                  | Julio César Aguirre | Nacional 05 Orbitel           | + 3 min 11 s     |

### Clasificación de la montaña
| Clasificación de la montaña |                |                      |        |
| Ciclista                    | Ciclista       | Equipo               | Puntos |
| --------------------------- | -------------- | -------------------- | ------ |
| 1.º                         | Félix Cárdenas | Lotería de Santander | 73     |

### Clasificación de las metas volantes
| Clasificación de las metas volantes |                   |                          |        |
| Ciclista                            | Ciclista          | Equipo                   | Puntos |
| ----------------------------------- | ----------------- | ------------------------ | ------ |
| 1.º                                 | Heberth Gutiérrez | Aguardiente Cristal-CHEC | 40     |

### Clasificación de la regularidad
| Clasificación de la regularidad |                  |                    |        |
| Ciclista                        | Ciclista         | Equipo             | Puntos |
| ------------------------------- | ---------------- | ------------------ | ------ |
| 1.º                             | Carlos Contreras | Kelme-Costa Blanca | 171    |

### Clasificación por equipos
| Clasificación por equipos |                     |        |
| Equipo                    | Equipo              | Tiempo |
| ------------------------- | ------------------- | ------ |
| 1.º                       | Aguardiente Néctar  | ND     |
| 2.º                       | Nacional 05 Orbitel | ND     |